# Belize Defence Force
Die Belize Defence Force (BDF) bilden das Militär von Belize. Sie bestehen aus 1.500 Berufssoldaten und Freiwilligen, sowie aus 700 Reservisten und 550 Paramilitärs.
Die BDF wird geführt von einem Brigadegeneral, einem Oberst und sieben Oberstleutnanten. Als Hauptaufgaben werden genannt: Abschreckung interner und externer Bedrohungen, Unterstützung der Polizei, Einbindung der Nachbarn und internationaler Partner. Traditionell kooperiert die BDF vor allem mit der britischen Armee (British Army Training Support Unit Belize – BATSUB) und der US-Armee (Ausrüstungs- und Ausbildungshilfe). 2007 nahm erstmals ein Stabsoffizier der BDF an einem Generalstabslehrgang der Führungsakademie der Bundeswehr in Hamburg teil.

## Verteidigungsetat
Der Verteidigungsetat betrug 2021 insgesamt 21,82 Millionen US-Dollar, was etwa 1,3 % des nationalen Bruttosozialproduktes entspricht.

## Geschichte
Die Belize Defence Force geht bis auf das Jahr 1817 zurück, als die Prince Regent Royal Honduras Militia als Miliz gegründet wurde.
Dieser Verband wurde mehrfach umbenannt und hatte folgende Bezeichnungen:
- Prince Regent’s Royal Militia (1817–1866)
- Belize Volunteer Force (1866–1868)
- Belize Volunteer Corps (1868–1883)
- Belize Light Infantry Volunteer Force (1897–1905)
- British Honduras Volunteers (1905–1916)
- British Honduras Territorial Force (1916–1928)
- British Honduras Defense Force (1928–1944)
- British Honduras Home Guard (1942–1943)
- British Honduras Volunteer Guard (1943–1973)
- Belize Volunteer Guard (1973–1977).

1978 wurde die Belize Defence Force aufgestellt, nachdem die ehemaligen britischen  Belize Voluteener Guard und der Police Special Forces aufgelöst wurden. Anfangs hatte diese Truppe eine Stärke von 585 Mann.

### Britische Militärhilfe
Im Oktober 2015 bat Belize die britische Regierung um die Einrichtung einer Militärausbildungsmission, um die Spannungen mit Guatemala zu begegnen.
Die britische Regierung ließ in der Folge 50 Offiziere der Royal Marines zur Ausbildung zu entsenden.
Im Jahr 2021 wurde diese Zusammenarbeit intensiviert und seitdem sind dauerhaft britische Streitkräfte in Belize stationiert.

## Gliederung
Die Belize Defence Force gliedert sich wie folgt:
- Heer:
  - drei Bataillone Infanterie mit je drei Kompanien
  - drei Reservekompanien
  - Anti-Terror-Gruppe (Belize Special Assignment Group)
- Luftstreitkräfte:
  - Air Wing

## Ausrüstung

### Armee
| Bild | Marke/Modell        | Typ                                              | Herstellerland         | Bestand | Anmerkungen                                                                  |
|      | Hino 500            | Lastkraftwagen                                   | Japan                  | 13      | Von den USA gespendet                                                        |
|      | Bedford TM          | Lastkraftwagen                                   | Vereinigtes Königreich | 17      | Von Großbritannien im Rahmen der Ausbildungsmission gespendet                |
|      | Toyota Land Cruiser | Krankenwagen                                     | Japan                  | 1       | Von den USA gespendet                                                        |
|      | Jeep J8             | KrankenwagenPatrouillenfahrzeugTransportfahrzeug | Vereinigtes Königreich | 7       | Von den USA gespendet                                                        |
|      | Ford F-250          | Mehrzweckfahrzeug                                | Vereinigte Staaten     | 10      | Von den USA gespendet. Zwei weitere Fahrzeuge sind im Besitz der Küstenwache |
|      | Ford F-450          | Mehrzweckfahrzeug                                | Vereinigte Staaten     | 3       | Von den USA gespendet                                                        |
|      | Polaris ATV         | Quad                                             | Vereinigte Staaten     |         | Von Großbritannien gespendet                                                 |
|      | FFV Carl Gustaf     | reaktive Panzerbüchse                            | Schweden               |         |                                                                              |
|      | L16 81mm Mortar     | Mörser                                           | Vereinigtes Königreich | 6       | [ 5 ] [ 17 ]                                                                 |

### Air Wing

Kokarde der Belize Defence Force

An Luftfahrzeugen wurden mit Stand Ende 2022 ein Transportflugzeug und ein Hubschrauber betrieben.
| Luftfahrzeuge           | Bild         | Herkunft               | Verwendung            | Version    | Aktiv | Bestellt | Anmerkungen |
| ----------------------- | ------------ | ---------------------- | --------------------- | ---------- | ----- | -------- | ----------- |
| Britten-Norman Defender | Beispielbild | Vereinigtes Königreich | Transportflugzeug     |            | 1     |          |             |
| Bell UH-1               | Beispielbild | Vereinigte Staaten     | Mehrzweckhubschrauber | Bell UH-1H | 1     |          |             |

## Weitere Kräfte
Dem Minister of National Security untersteht des Weiteren das Belize Police Department, sowie der Belizean Coast Guard Service (Küstenwache) mit 550 Mitarbeitern.
Die British Army hat 12 Soldaten in Belize stationiert.